# Anton Bernhard Fürstenau
Anton Bernhard Fürstenau (Münster, 20 ottobre 1792 – Dresda, 18 novembre 1852) è stato un compositore e flautista tedesco romantico.
Fu il più famoso virtuoso e importante flautista romantico della prima metà dell'Ottocento. Suo figlio Moritz Fürstenau (1824-1889), che in seguito mandò a studiare con Theobald Boehm a Monaco di Baviera, fu uno dei suoi numerosi allievi. Scettico sui progressi tecnici del flauto, rimase fedele al flauto a nove tasti fino alla morte.

## Biografia
Anton Bernhard Fürstenau ricevette le prime lezioni dal flautista Kaspar Fürstenau (1772-1819), suo padre. Si esibì per la prima volta in pubblico all'età di sette anni e cinque anni dopo divenne membro dell'Orchestra del Tribunale di Stato di Oldenburg. Le tournée concertistiche insieme al padre lo portarono a Berlino, Monaco, Copenaghen, San Pietroburgo, Vienna e nel 1815 a Praga, dove conobbe Carl Maria von Weber, con il quale rimase amico per tutta la vita.
Nel 1817 Fürstenau divenne membro dell'orchestra comunale di Francoforte, dove ricevette ulteriori insegnamenti sull'armonia e lezioni di composizione con un musicista di nome Volweiler. Nel 1820 entrò a far parte dell'orchestra di corte di Dresda come primo flautista, all'epoca diretta da von Weber. Nel 1823 si recò in Danimarca, per poi tornare in tournée in Baviera nel 1824. Nel 1826 continuò le sue tournée a Parigi e poi a Londra con von Weber, già allora gravemente malato.

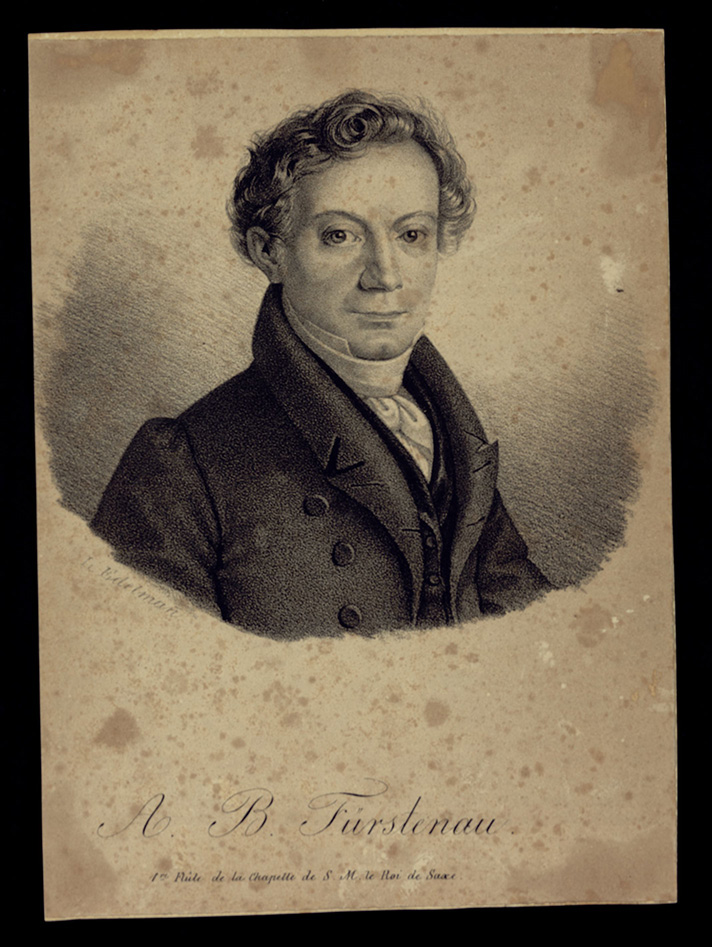
Ritratto di Anton Bernhard Fürstenau realizzato da L. Elelman (prima del 1851)

Dal 1825 al 1844 Fürstenau scrisse diversi articoli sugli stili musicali e diversi manuali per il flauto. Tra questi, L'arte di suonare il flauto (in tedesco: Die Kunst des Flötenspiels, 1844), contenente molte linee guida per suonare il flauto classico utilizzando modelli tedeschi e viennesi.

## Produzione musicale
Fürstenau compose e arrangiò numerose opere, soprattutto per il suo strumento. I suoi studi, spesso ristampati in Inghilterra e in Francia, sono tuttora utilizzati in molte scuole. Grazie alle 147 opere per flauto pubblicate, tra cui dodici concerti solisti, numerose variazioni, rondò e simili, nonché duetti, trii, un quartetto per quattro flauti e composizioni per flauto e pianoforte, ha creato una nuova letteratura caratteristica per il suo strumento. La sua musica si basa su quella dei suoi contemporanei, in particolare di Carl Maria von Weber. Il Concerto per flauto e orchestra n. 8 in Re maggiore op. 84 del 1830 di Fürstenau è formalmente molto simile al Concerto per violino n. 8 in La minore, in modo di scena cantante, op. 47 di Louis Spohr scritto 14 anni prima del suo.

### Composizioni
- Etudes
  - 26 preludi-cadenze per flauto solista
  - Etude op. 15
  - Etude op. 26
  - Grandi studi op. 29 per flauto solo
  - Scuola di flauti op. 42
  - 26 Studi - Libro I & II, op. 107
  - Studi quotidiani op. 125
  - Caprices per flauto solo op. 80
- Rondos e rondinos
  - Le delizie dell'opera op. 140, n. 2 Rondino basato sull'opera La part du diable di Daniel Auber
  - Rondino basato su La Juive di Fromental Halévy, Op 134 (1) per flauto
  - Rondo brillante op. 38
  - Adagio e Rondo, brillante concertante per flauto e pianoforte: dedicato a Catherine Rymenans e suo figlio Mr. Eugene Rymenans dal loro amico
  - Rondo brillante per 2 flauti e pianoforte op. 102
  - Introduzione e brillante Rondo op. 132 (D-Dur) per due flauti e pianoforte
- Duetti, trii e quartetti
  - Serenata n. 3 op. 10 per flauto, viola e chitarra
  - "Quatrième sérénade pour flauto, bassone, viola e chitarra Op. 11
  - Trio per tre flauti (2) op. 14
  - Serata seconda per flauto, bassone, viola e chitarra Op.14
  - Serata Sixième per flauto, bassone, viola e chitarra: op. 18
  - Trii, con Fugues op. 22
  - Quartetto per flauto, violino, viola e violoncello op. 39 in mi maggiore
  - Quartetto per flauto, violino, viola e violoncello op. 60 in appartamento
  - Quartetto per flauto, violino, viola e violoncello op. 62 in fa maggiore
  - Trii, con Fugues op. 66
  - Quartetto per flauto, violino, viola e violoncello op. 74 in sol minore
  - Tre grand du concertante per 2 flauti op. 83
  - Gli incantesimi di Maxen op. 86 per flauto, viola e chitarra
  - Quartetto per quattro flauti op. 88 in fa maggiore
  - Adagio e polonaise per flauto e pianoforte Op.91
  - Quadrifoglio, op. 97 Tre pezzi: per flauto e accompagnamento di pianoforte: dedicato al signor E. Zedelius, Conseilier SAR le grand due di Oldenburg dal suo caro amico
  - Tre duos concertanti per 2 flauti op. 112
  - L'unione: per 2 flauti e pianoforte op. 115 (su temi di Norma Bellini)
  - Trio op. 118
  - "Sei facili duetti per 2 flauti op. 137
  - Al primo Lark: Ged. di CF Peters per 1 voce con flauto e pianoforte op. 139
  - Liebesruf per soprano, flauto e pianoforte op. 141
- Concerti e concertini
  - Concerto per flauto n. 4 op. 40 in mi minore, accompagnato da orchestra o pianoforte: dedicato al suo amico Theobald Boehm
  - Concerto per due flauti op. 41 in fa maggiore
  - Concerto in re maggiore op. 84 Sotto forma di una scena di canto. per flauto e orchestra
  - Concertino op. 87
  - Concertino per flauto, op. 100 in si minore (n. 9 dei suoi concerti) con accompagnamento orchestrale o pianoforte: dedicato a Christian Heinemeyer
  - Sinfonie Concertante di Ferdinand Fraenzl, arrangiato per due flauti, due violini, due viole, basso, due oboi, due corni, due fagotti, due trombe e timpani
- Mosaici, notturni, fantasie e variazioni
  - Variazioni per flauto con accompagnamento per orchestra o pianoforte: op. 27
  - Fantasia per flauto e arpa op. 67
  - Variazioni su un tema preferito dell'opera: Der Templer und die Jüdin di H. Marschner: per flauto con accompagnamento dell'orchestra op. 98
  - Introduzione e variazioni di bravura su un tema dell'opera "Die Felsenmühle" di Reissiger: per flauto con accompagnamento di grande orchestra o pianoforte op. 120
  - Mosaico basato sull'opera Guido et Ginevra di Fromental Halévy, Op 126 per flauto
  - Illusione Adagio e variazioni basate sull'opera Norma di Bellini per flauto e pianoforte op. 133
  - Mosaico basato sull'opera L'éclair di Fromental Halévy, Op 134 (2) per flauto
  - Fantasy basato su Oberon di Carl Maria von Weber, Op 134 (4) per flauto e pianoforte
  - Nocturno n. 3 con temi dell'opera William Tell di Gioacchino Rossini: per flauto e pianoforte: dedicato a Jules Kaskel
  - Introduzione e variazioni per Flauto Brillante, op. 70 (opera su un tema dell'opera La dame blanche di François-Adrien Boieldieu con accompagnamento di 2 violini, viola, basso, flauto, 2 oboi, 2 clarinetti, 2 fagotti, 2 corni, 2 trombe, timpani, arpa e coro, o pianoforte: dedicato a Joseph Bacher a Vienna.